# Mälby, Flen

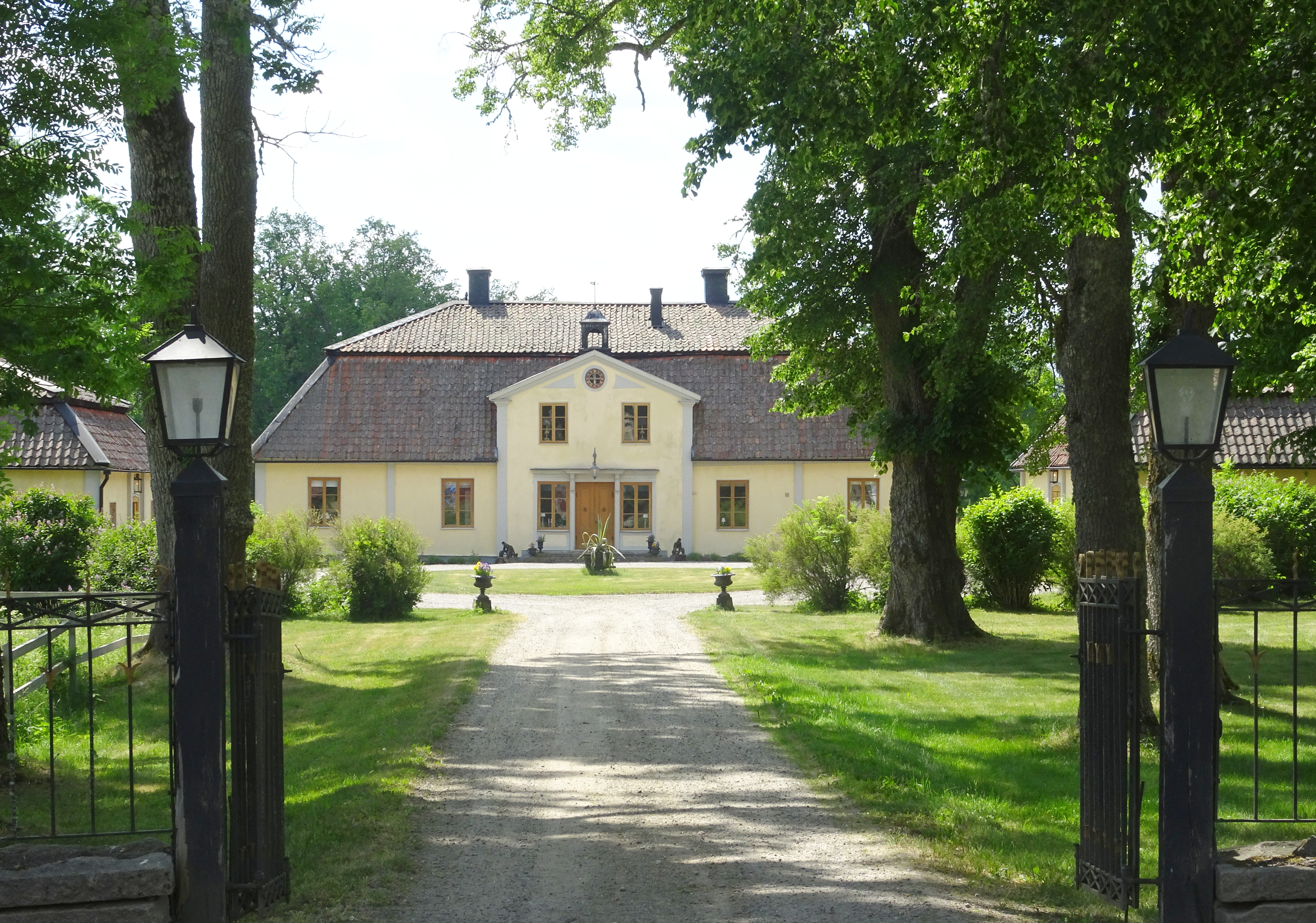
Mälbys corps de logi, juni 2018.

Mälby gård (äldre stavning Mählby) är en herrgård och ett tidigare säteri vid sjön Båven i Helgesta socken i Flens kommun, Södermanlands län.

## Historik

Mälbys ägor år 1804.

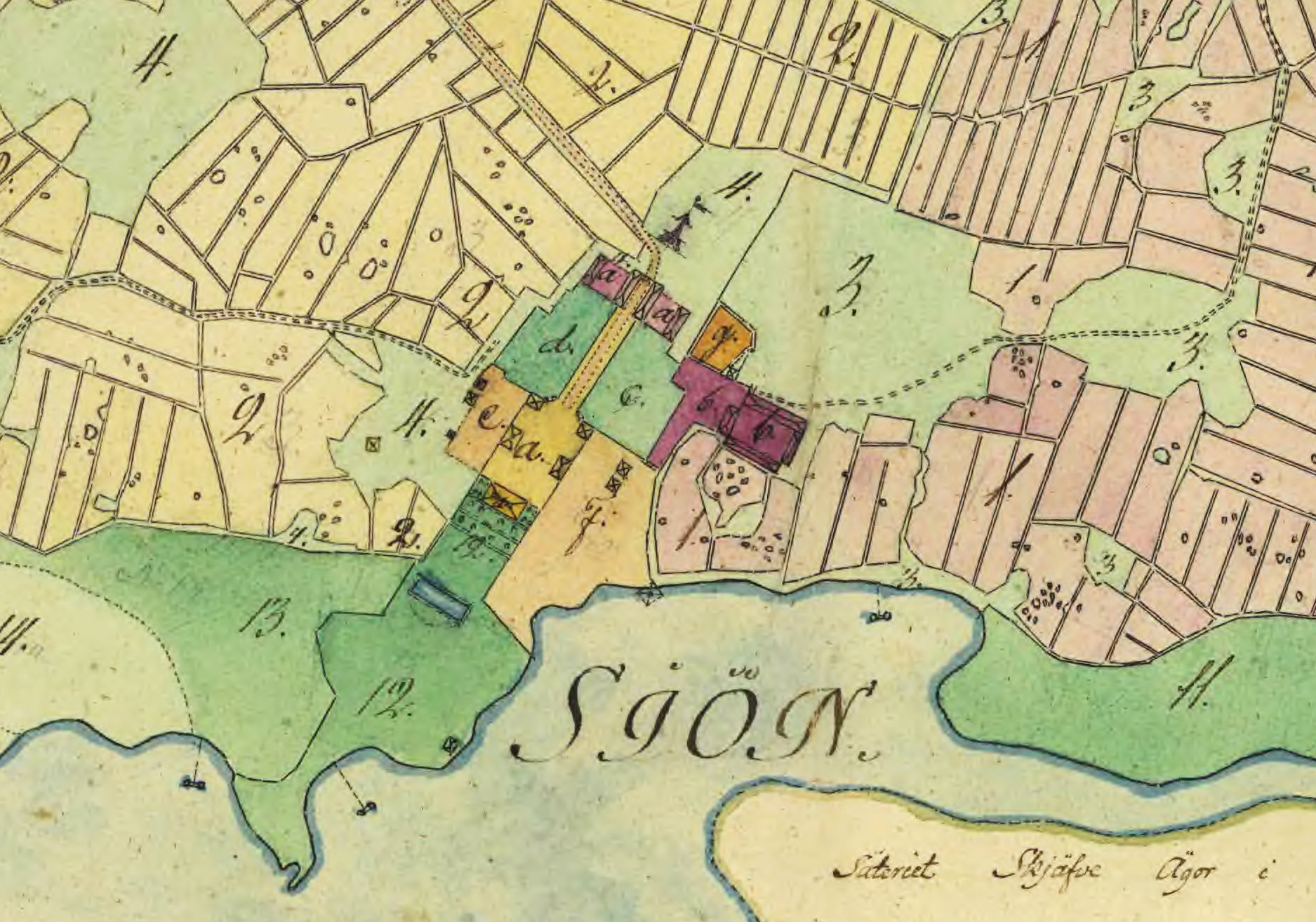
Gårdsbebyggelsen år 1804.

Stället omnämns första gången i skrift år 1357, då talas det om en Stephan i Medhalby. Från 1527 var Mälby ett biskopshemman under Strängnäs, varför det redan då kan ha legat en ståndsmässig huvudbyggnad där. Det nämns emellertid i handlingar från 1357 som en by vid namn Mählby. Mälbys källarvåning har ett mycket gammalt ursprung. Mälbys historiska gårdstomt ligger cirka 400 meter öster om nuvarande huvudbebyggelse. Inom ett område av 100x60 meter återfinns tre husgrunder, varav en kan härröra av en ladugård (fornlämning RAÄ-nummer Helgesta 156:1). 
År 1581 gavs Mälby i förläning till Lars Westgöthe (ätten Westgöthe), som var hövitsman vid Nyköpingshus, av hertig Karl. Detta fick han som tack för att han bistått den blivande kung Karl IX i arrangemangen kring förbindelsen med Karin Nilsdotter, moder till kungasonen Karl Karlsson Gyllenhielm. År 1637 gjordes Mälby till sätesgård för släkten Gyllenstierna och övergick 1660 till släkten Rosenstråle. 1808 tillträdde brukspatronen Samuel Indebetou av släkten Indebetou som ägare och 1816 friherren W. Sparre i vars släkt egendomen stannade till 1849. På 1860-talet omfattade egendomen 1½ mantal samt tolv underlydande torp och gods.
Ägare från 1871 och till sin död 1903 var brukspatron Gustaf Ludvig Robert von Bahr (född 1831). Utöver Mälby ägde han även gårdarna Väsby och Skebokvarn, alla i Helgesta socken. Han var gift med Augusta Sofia Vilhelmina Holmstedt (född 1840). 1921 styckades Väsby från Mälby. Fram till 1934 innehades egendomen av deras arvingar. Från och med 1934 till 1939 var kamrer Einar Selander ägare som följdes av Karl Josef Gendt (född 1890). År 1946 omfattade gårdens areal 180 hektar mark, varav åker 60 hektar och skog 100 hektar. Ägare från 1996 var Per-Eric Schwang (1941–2007) med hustru Monica (född Skarfors 1944). På gården bedrivs jordbruk, skogsbruk, jakt och fiske. Mählby säteri ägs och bebos idag (2018) av Monica Schwang.

## Bebyggelsen
Gårdsbebyggelsen härrör från 1700-talets början och är till stora delar mycket välbevarad. Byggherre var en ättling till Lars Westgöthe. Gårdens byggnader anordnades symmetrisk längs en huvudaxel och bildar tillsammans en sluten enhet. Corps de logi ligger i södra slutet av denna huvudaxel som flankeras av två fristående bostadsflyglar och två par ladugårdsflyglar. På 1800-talets början fanns ytterligare två paviljongliknade flyglar. Som pendang till huvudbyggnaden avslutas axeln i norr av ett bostadshus från 1800-talet. Huvudbyggnaden och bostadsflyglarna har putsade och ljusgul avfärgade fasader under brutna och valmade sadeltak. Alla övriga byggnader är målade i faluröd kulör. Till anläggningen leder en allé som ansluter till riksväg 57.

## Bilder

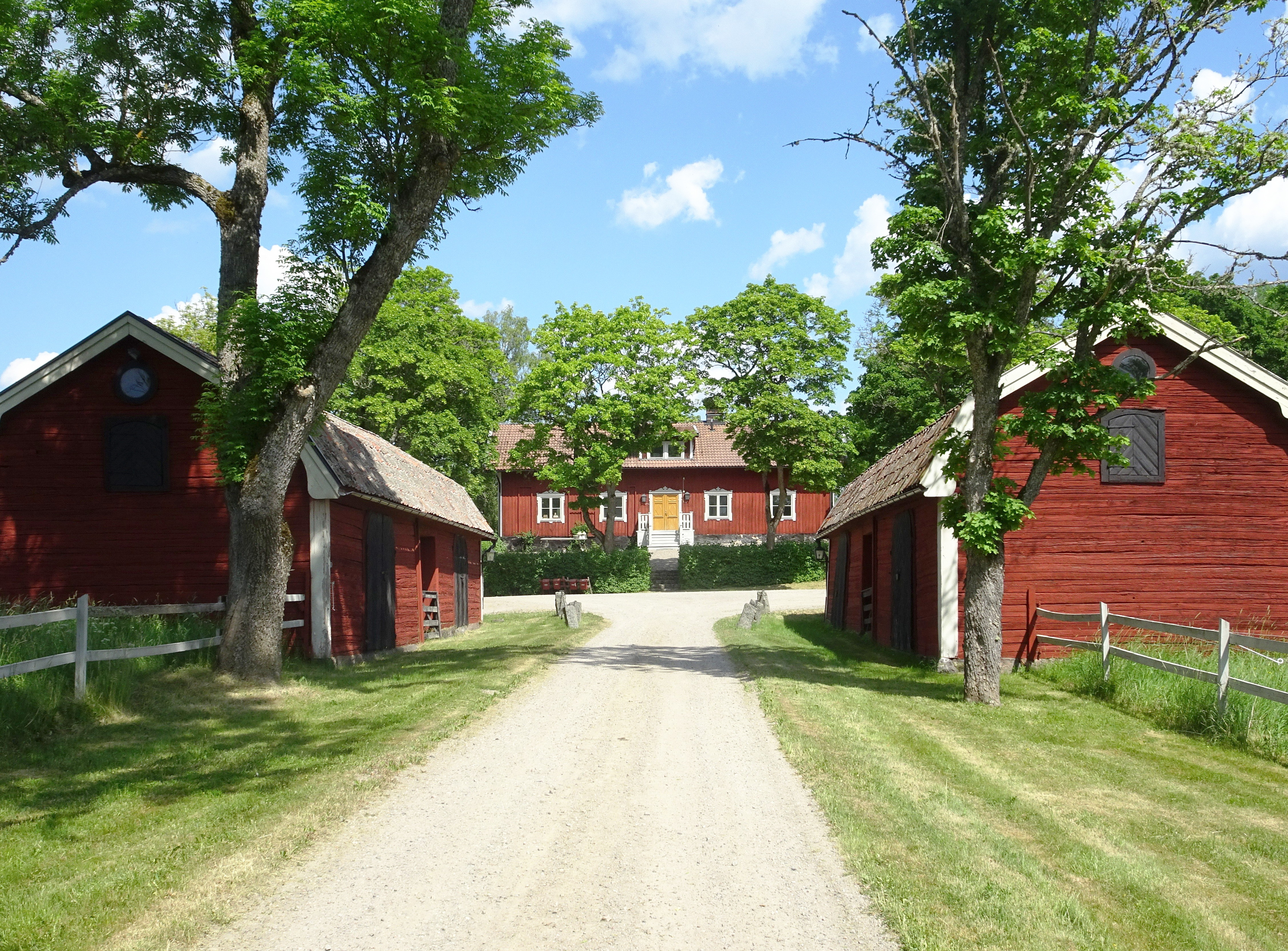
Huvudaxeln mot norr
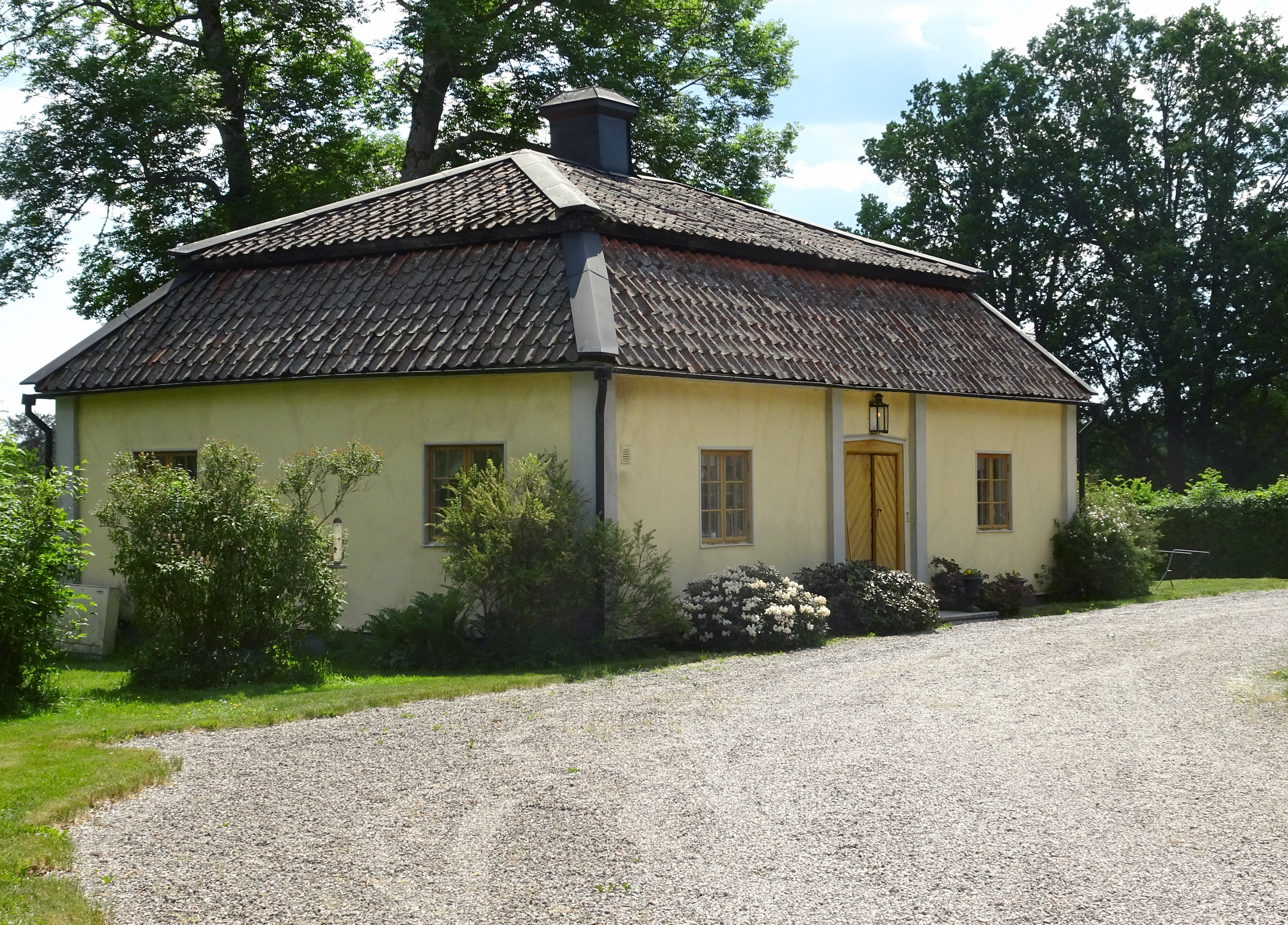
Östra flygeln
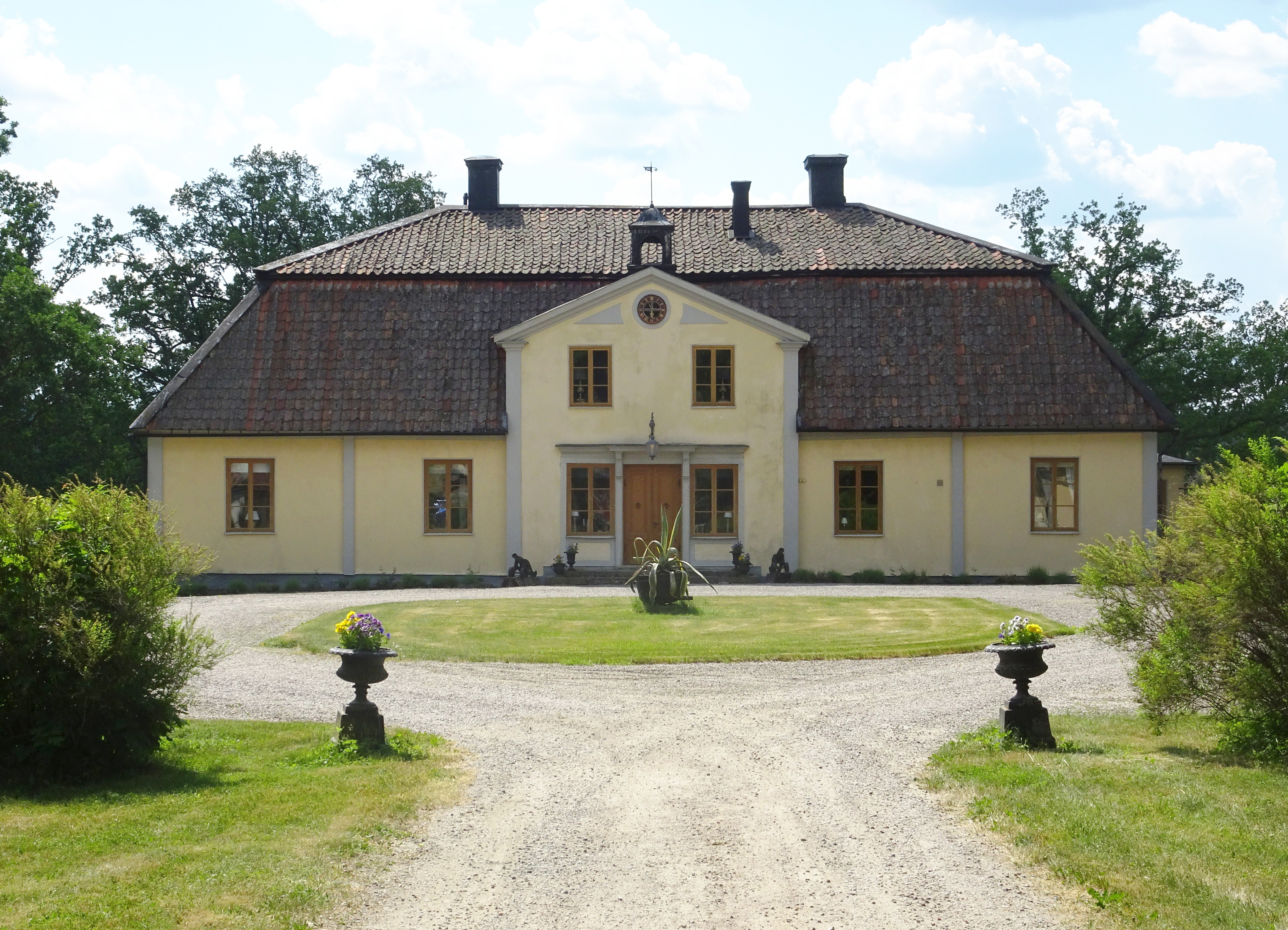
Huvudbyggnad
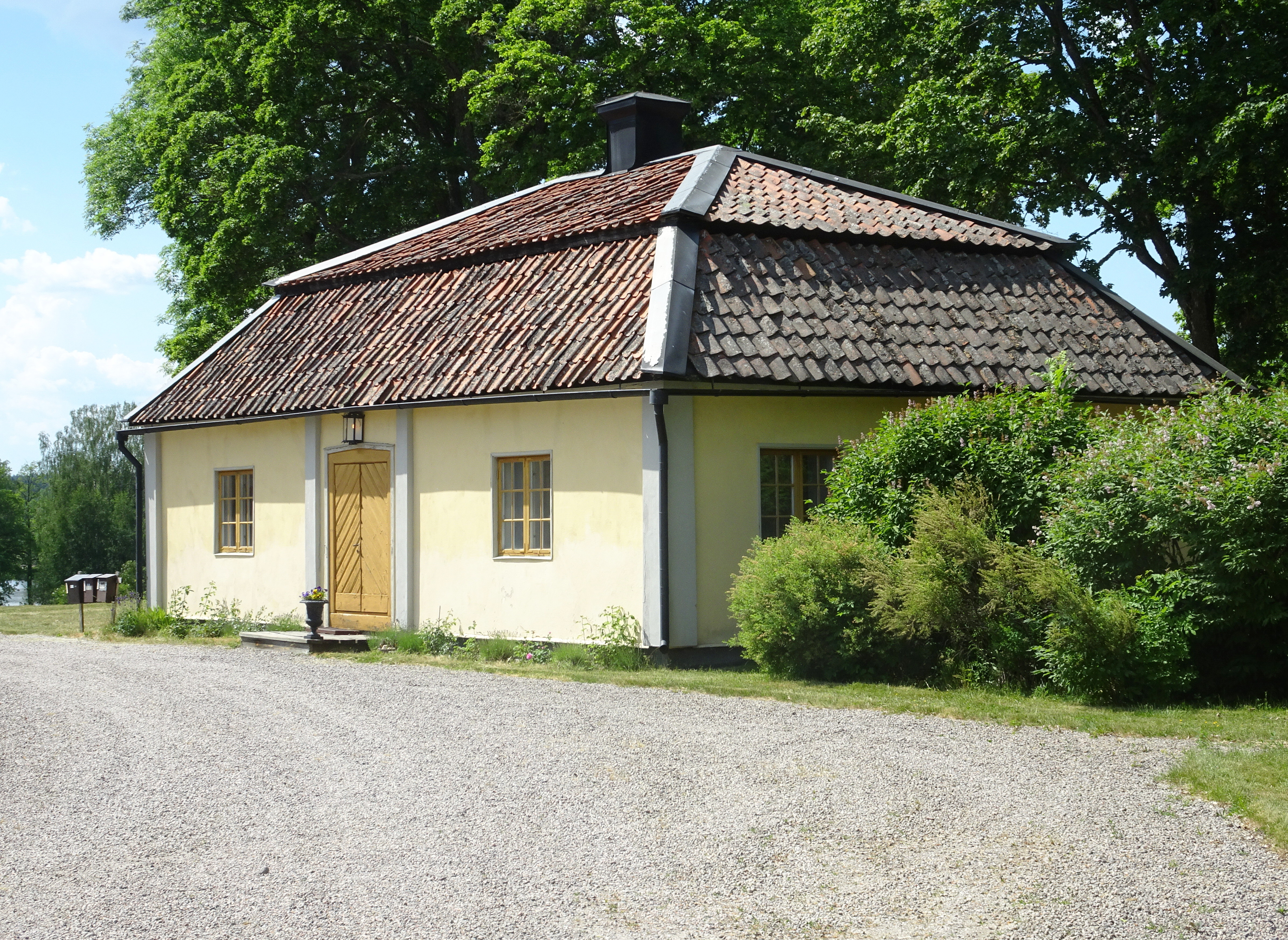
Västra flygeln
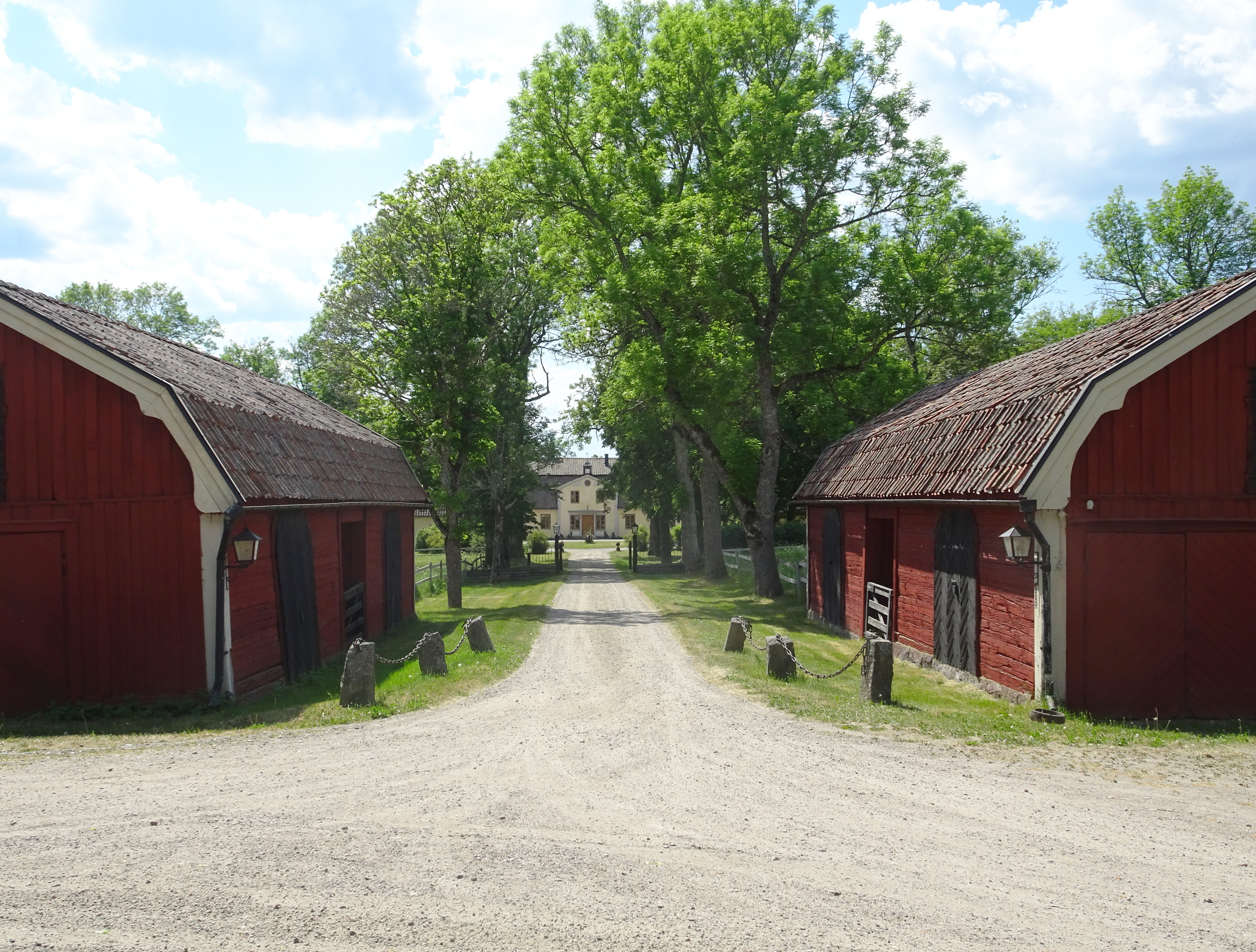
Huvudaxeln mot söder

## Mälbys granngårdar
- Gäversnäs
- Hornsund
- Skedevi